# Algeciras Club de Fútbol
L'Algeciras Club de Fútbol és un club de futbol andalús de la ciutat d'Algesires. Actualment juga a la Primera Divisió RFEF.

## Història
L'Algeciras Foot-ball Club va néixer el 1912. El seu equipament es va inspirar en l'uniforme del Southampton FC anglès. Amb la independència del Marroc, l'any 1956 el club UD España de Tanger es traslladà a la ciutat d'Algesires. L'Algeciras C.F. va absorbir el club i comprà la plaça del club de Tanger. D'aquesta manera el club debutà a Segona Divisió la temporada 1956-57. Evolució del nom:
- Algeciras Foot-ball Club (1923-1941)
- Algeciras Club de Fútbol (1941-1956)
- España de Algeciras Club de Fútbol (1956-1957)
- Algeciras Club de Fútbol (1957-avui)

## L'estadi

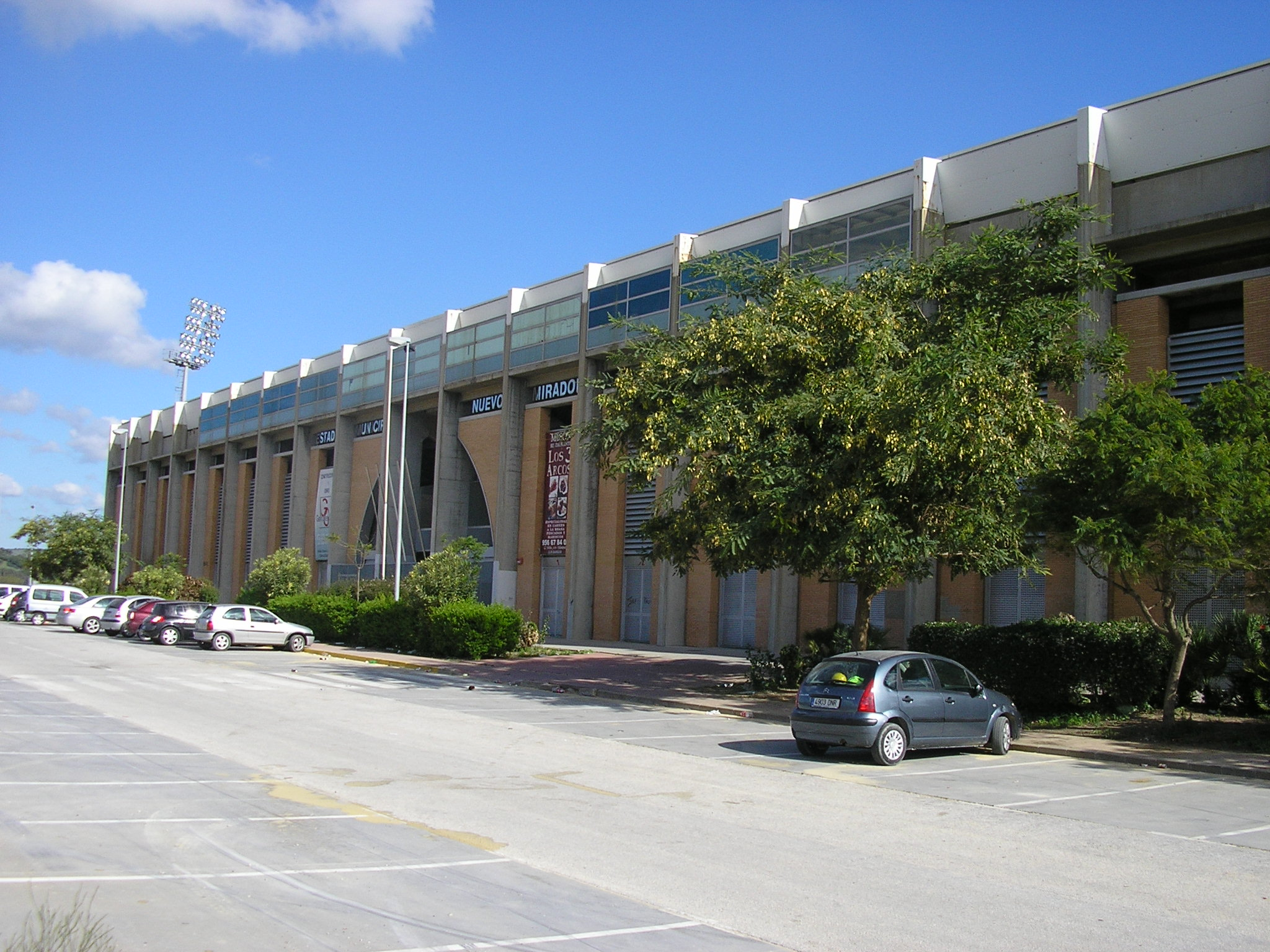
Estadi Nuevo Mirador, estadi de l'Algesires CF

L'Estadi Nuevo Mirador és l'estadi municipal de la ciutat d'Algesires (Andalusia), Espanya. Anteriorment va jugar a l'estadi del Mirador situat al costat de la platja de los Ladrillos que havia estat inaugurat el 1954. Abans havia jugat al Campo del Calvario (1923).
En ell es juguen els partits de l'Algesires CF. L'estadi compta amb capacitat per a 7.000 espectadors i és un modern complex esportiu on es troben també les oficines de l'Algesires CF.
El Nuevo Mirador es va inaugurar l'any 1999 en el Polígon Industrial de "La Menacha". Un equip de primera divisió, el Reial Betis, va inaugurar l'estadi enfront de l'Algesires CF.

## Dades del club
- Temporades a Primera Divisió: 0
- Temporades a Segona Divisió: 9
- Temporades a Segona Divisió B: 14
- Temporades a Tercera Divisió: 35
- Millor posició a la lliga: 3r (Segona divisió 1965-66)

## Palmarès
- Segona Divisió B (1): 2002/03.